# 富士教育訓練センター

富士教育訓練センター（2019年11月撮影）

施設の全景

富士教育訓練センター（ふじきょういくくんれんセンター）は、職業訓練法人全国建設産業教育訓練協会が運営する認定職業訓練による職業能力開発校。所在地は静岡県富士宮市。建設技術者・技能者を養成することを目的とし、普通職業訓練短期課程を実施する。

## 概要
平成9年（1997年）4月、建設省（現国土交通省）建設大学校朝霧校跡地に開校。センターでは認定職業訓練のほか、労働安全衛生法に基づく技能講習の教習機関の指定（平成9年3月31日指定）、労働安全衛生法に基づく技能教習の登録教習機関の指定（平成16年3月31日）を受けている。